# Xylotoles inornatus
Xylotoles inornatus là một loài bọ cánh cứng trong họ Cerambycidae.